# Fort Wayne Zollner Pistons 1946-1947
La stagione 1946-1947 dei Fort Wayne Zollner Pistons fu la 6ª nella storia della franchigia.
I Fort Wayne Zollner Pistons arrivarono secondi in stagione regolare in Eastern Division con un record di 25-19, qualificandosi per i playoff. Ai quarti di finale sconfissero i Toledo Jeeps (3-2), ma persero in semifinale contro i Rochester Royals (2-1).

## Roster
|  | Naz.                   | Ruolo | Sportivo        | Anno |     |     |  |
|  | ---------------------- | ----- | --------------- | ---- | --- | --- |  |
|  | Stati Uniti (bandiera) | GA    | Chick Reiser    | 1914 | 180 | 75  |  |
|  | Stati Uniti (bandiera) | GA    | Curly Armstrong | 1918 | 180 | 77  |  |
|  | Stati Uniti (bandiera) | AC    | Jake Pelkington | 1916 | 198 | 100 |  |
|  | Stati Uniti (bandiera) | GA    | Bob Tough       | 1920 | 183 | 84  |  |
|  | Stati Uniti (bandiera) | AC    | Blackie Towery  | 1920 | 193 | 95  |  |
|  | Stati Uniti (bandiera) | AC    | Bob Kinney      | 1920 | 198 | 98  |  |
|  | Stati Uniti (bandiera) | G     | Bobby McDermott | 1914 | 180 | 82  |  |
|  | Stati Uniti (bandiera) | AC    | Milo Komenich   | 1920 | 201 | 96  |  |
|  | Stati Uniti (bandiera) | GA    | Richie Niemiera | 1921 | 185 | 75  |  |
|  | Stati Uniti (bandiera) | AC    | Jerry Bush      | 1914 | 191 | 91  |  |
|  | Stati Uniti (bandiera) | G     | Frank Gates     | 1920 | 183 | 73  |  |
|  | Stati Uniti (bandiera) | GA    | Charley Shipp   | 1913 | 185 | 91  |  |
|  | Stati Uniti (bandiera) | G     | Jerry Steiner   | 1918 | 173 | 73  |  |
|  | Stati Uniti (bandiera) | G     | Whitey Dienelt  | 1921 | 183 | 84  |  |
|  | Stati Uniti (bandiera) | AC    | Ken Buehler     | 1919 | 188 | 84  |  |
|  | Stati Uniti (bandiera) | G     | Lyle Neat       | 1916 | 183 | 82  |  |
|  | Stati Uniti (bandiera) | AC    | Ben Gardner     | 1919 | 191 | 86  |  |

## Staff tecnico
- Allenatore: Curly Armstrong